# Rafnia lancea
Rafnia lancea är en ärtväxtart som beskrevs av Dc. Rafnia lancea ingår i släktet Rafnia och familjen ärtväxter. Inga underarter finns listade i Catalogue of Life.